# مسابقات الأندية الأوروبية

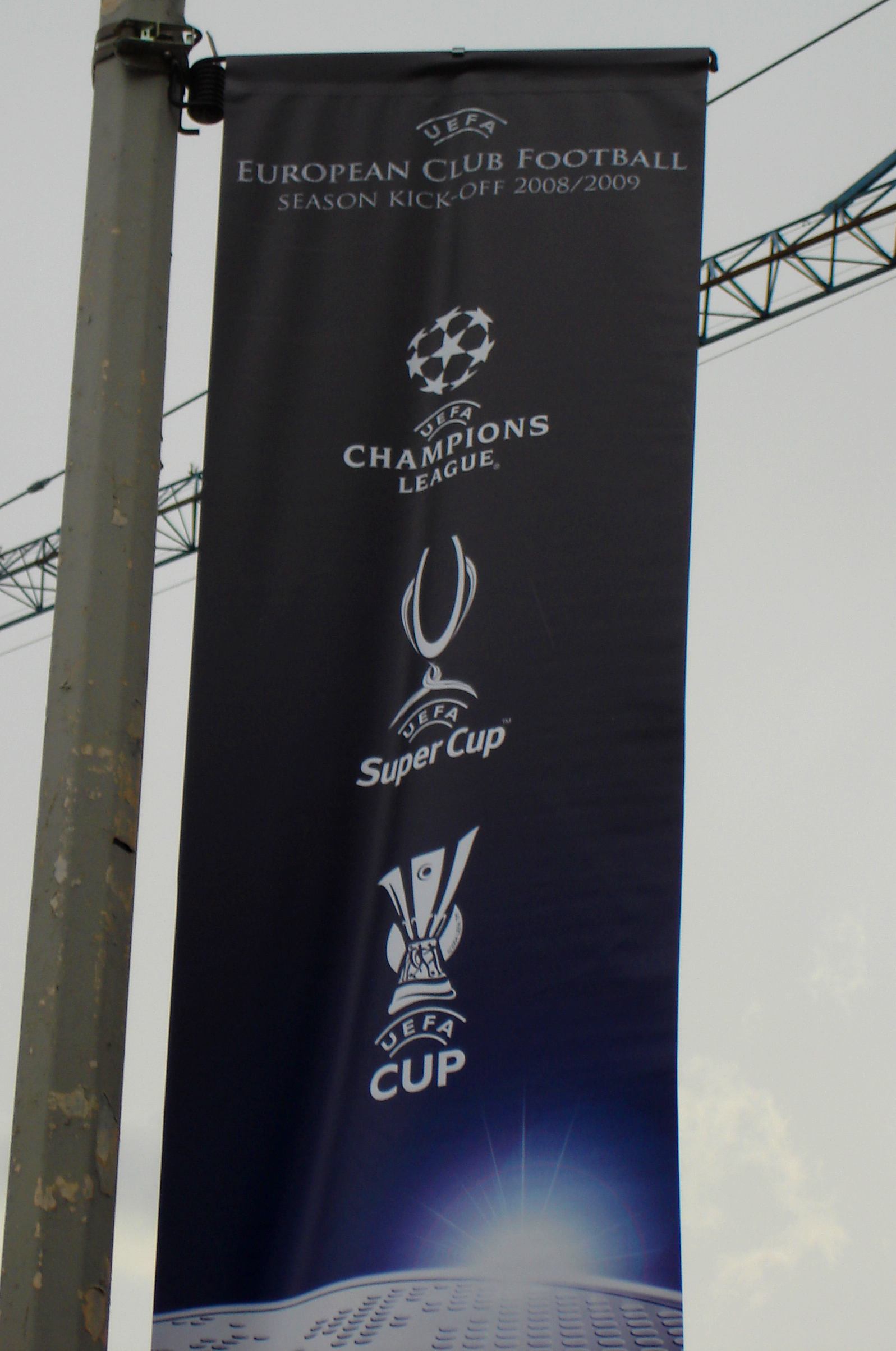
علم مسابقات الأندية الأوروبية في موناكو عام 2008، ويظهر شعارات بطولة دوري أبطال أوروبا وبطولة كأس السوبر الأوروبي وبطولة كأس الاتحاد الأوروبي (الدوري الأوروبي حاليًا)

مسابقات الأندية الأوروبية أو مسابقات أندية الاتحاد الأوروبي لكرة القدم هي مجموعة من بطولات كرة القدم وكرة الصالات التي ينظمها الاتحاد الأوروبي لكرة القدم للأندية الأوروبية للمحترفين والهواة.
صاغ الاتحاد الأوروبي لكرة القدم مصطلح مسابقات أندية الاتحاد الأوروبي لكرة القدم لأول مرة في عام 1971 للتمييز لأغراض إحصائية وتاريخية بين المسابقات التي جرت تحت إشرافه في كرة القدم للرجال، وبين جميع البطولات والمسابقات الدولية الأخرى غير المُعترف بها من الاتحاد، والتي أقيمت في القارة الأوروبية بدءًا من عقد الستينيات من القرن العشرين وحتى عقد التسعينيات من القرن العشرين تحت إشراف هيئات خاصة أو اتحادات وطنية أو إقليمية مثل بطولة كأس المعارض الأوروبية بين المدن وبطولة كأس إنترتوتو الدولية لكرة القدم وبطولة كأس كارل رابان وبطولة كأس جبال الألب وكأس البلقان وبطولة كأس أوروبا الوسطى التي أعيدت هيكلتها لاحقًا بالإضافة إلى بعض البطولات التي توقفت منذ نهاية حقبة الخمسينيات من القرن العشرين مثل بطولة كأس لاتينا لكرة القدم.

## التاريخ
نال الاتحاد الأوروبي لكرة القدم اعتراف الاتحاد الدولي لكرة القدم عام 1961، ثم شرع في تحديد وظائفه كهيئة حاكمة باعتباره المنظمة الوحيدة المعترف بها من الاتحاد الدولي، والتي تتمتع بسلطة القانونية الحاكمة لكرة القدم الدولية في القارة الأوروبية. وكان من بين هذه الوظائف وضع المبادئ واللوائح الحاكمة لترخيص المسابقات الدولية لأندية كرة القدم الأوروبية، وبالتالي أصبح الاتحاد يعترف فقط بنتائج المُسابقات التي تتم تحت إشرافه ويأخذها في الحسبان عند تقييم نتائج أندية كرة القدم المختلفة في أوروبا. كان فريق نادي يوفنتوس الإيطالي هو النادي الأوروبي الوحيد الذي حقق ألقابا في جميع المسابقات التي نظمها الاتحاد الأوروبي لكرة القدم لأندية كرة القدم الأوروبية الاحترافية للرجال حتى نهائي دوري المؤتمر الأوروبي لكرة القدم لعام 2022، كما كان فريق نادي برشلونة هو النادي الوحيد في منطقة الاتحاد الأوروبي الذي حقق ألقابا في مسابقات دوري أبطال أوروبا للرجال والسيدات والدوري الأوروبي لكرة القدم للشباب ودوري أبطال أوروبا لكرة الصالات. وفي عام 2021 أصبح فريق سيدات نادي برشلونة الإسباني هو أول فريق كرة قدم نسائية يتوج بلقب مسابقة أندية أوروبية بالتزامن مع تتويج فريق الرجال لنفس النادي عندما فاز الفريق في نهائي دوري أبطال أوروبا للسيدات 2021. حقق فريق نادي برشلونة للرجال لقب دوري أبطال أوروبا لأول مرة في تاريخه عام 1992 على حساب فريق نادي تشيلسي الإنجليزي الذي هُزم في المباراة النهائية، ثم تمكن بدوره من تحقيق أول لقب له في تاريخ البطولة عام 2012، عندما نجح فريقي رجال وسيدات نادي تشيلسي في التتويج بلقب البطولة خلال نفس الموسم.

## المسابقات الرئيسية

### دوري أبطال أوروبا
ينظم الاتحاد الأوروبي لكرة القدم سنويا بطولة دوري أبطال أوروبا للأندية للمحترفين، والتي تُعد واحدة من أعرق بطولات كرة القدم في العالم وأعرق مسابقة للأندية في كرة القدم الأوروبية، وتتنافس فيها أندية الدرجة الأولى الأوروبية المتوجة بألقاب بطولات الدوري الوطنية، بالإضافة إلى وصفاء الدوري على أكثر تقدير في بعض الأحيان، حيث تلعب المباريات في مرحلة المجموعات، والتي تستمر لمدة ثمانية أسابيع، بنظام الدوري، ثم تصعد الفرق المتأهلة من المجموعات إلى الدور نصف النهائي الذي يتكون من مباراتين ويلعب بنظام خروج المغلوب، ويتأهل الفائز من الدور نصف النهائي إلى الدور الهائي الذي يكون عبارة عن مباراة واحدة بنظام خروج المغلوب. لعبت المسابقة للمرة الأولى عام 1955 تحت اسم بطولة أوروبا للأندية الأبطال بنظام خروج المغلوب، ثم يتوج الفائز في النهاية بطلا لأوروبا، وكانت المنافسة فيها قاصرة فقط على أبطال الدوريات المحلية في أوروبا قبل أن يتم تعديلها لاحقا لكي تضاف إليها مرحلة مجموعات من دور واحد في عام 1991، ثم يتغير اسمها في عام 1992 إلى دوري أبطال أوروبا، ويسمح فيها بمشاركة أكثر من فريق من دول معينة اعتبارا من موسم عام 1997-1998، في حالة بعض الدول، وصل عدد الفرق المسموح لها بالمشاركة في بطولة دوري أبطال أوروبا إلى أربعة فرق من نفس الدولة اعتمادا على قوة الدوري الوطني، وعلى الرغم من ذلك، فلا تزال المشاركة في البطولة بالنسبة لمعظم الدول الأوروبية مسموحة فقط للنادي المتوج بلقب بطل الدوري المحلي، أما الأندية التي تحل في المراكز التالية في بطولات الدوري الوطنية، والتي لم تتأهل للمنافسة في بطولة دوري أبطال أوروبا، فإنها تتأهل للمنافسة في مسابقات المستويين الأدنى وهما مسابقة الدوري الأوروبي للدرجة الثانية، ومسابقة دوري المؤتمر الأوروبي من الدرجة الثالثة اعتبارا من عام 2021.

### الدوري الأوروبي
ينظم الاتحاد الأوروبي لكرة القدم سنويا بطولة الدوري الأوروبي لكرة القدم للمحترفين، وهي بطولة سنوية لأندية كرة القدم للمحترفين قدمت لأول مرة عام 1971 تحت اسم كأس الاتحاد الأوروبي، لتحل محل بطولة كأس المعارض بين المدن، وتعتبر المسابقة ثاني أكبر بطولة لأندية كرة القدم الأوروبية، فهي تأتي في مرتبة أدنى من دوري أبطال أوروبا وأعلى من بطولة دوري المؤتمر الأوروبي. كانت بطولة كأس الاتحاد الأوروبي لكرة القدم تصنف كثالث أكبر مسابقة لأندية كرة القدم للمحترفين في أوروبا بدءًا من عام 1971 وحتى عام 1999 قبل إيقاف بطولة كأس أبطال الكؤوس الأوروبية ودمجها مع بطولة كأس الاتحاد الأوروبي في بطولة واحدة. أضيفت مرحلة المجموعات قبل أدوار خروج المغلوب إلى مسابقة كأس الاتحاد الأوروبي بدءًا من موسم عام 2004-2005، واعتبارًا من موسم 2009-2010 دُمجت بطولة كأس الاتحاد الأوروبي مع كأس إنترتوتو لكرة القدم، وأصبحت المسابقة تعرف باسم بطولة الدوري الأوروبي. تتأهل الأندية للمنافسة في مسابقة الدوري الأوروبي بناءً على أدائها في الدوريات الوطنية ومسابقات الكأس المحلية، ثم يتأهل الفائز ببطولة الدوري الأوروبي لكرة القدم إلى بطولة كأس السوبر الأوروبي، كما يضمن التأهل اعتبارا من موسم 2014-2015، إلى دور المجموعات في الموسم التالي من بطولة دوري أبطال أوروبا.

### دوري المؤتمر الأوروبي
ينظم الاتحاد الأوروبي لكرة القدم سنويا بطولة دوري المؤتمر الأوروبي لكرة القدم، والتي تصنف كثالث أعلى مسابقة للأندية الأوروبية للمحترفين بعد بطولتي دوري أبطال أوروبا والدوري الأوروبي. وتتأهل الأندية للمسابقة بناءً على أدائها في الدوريات الوطنية ومسابقات الكأس المحلية. قُدمت بطولة دوري المؤتمر الأوروبي لأول مرة عام 2021 بعد تقليص عدد الفرق المشاركة في دور المجموعات ببطولة الدوري الأوروبي من 48 فريق إلى 32 فريقا فقط. تستمر مرحلة المجموعات ببطولة دوري المؤتمر الأوروبي لمدة ثمانية أسابيع، وتلعب بنظام الدوري، ويضمن الفائز بالمسابقة التأهل لبطولة الدوري الأوروبي في الموسم التالي، ما لم يتأهل لبطولة دوري أبطال أوروبا.